# Taponnat-Fleurignac
Taponnat-Fleurignac (Taponac e Florinhac en occitan) est une commune du Sud-Ouest de la France, située dans le département de la Charente (région Nouvelle-Aquitaine).
Ses habitants sont les Taponnacois et les Taponnacoises.

## Géographie

### Localisation et accès
Taponnat-Fleurignac est une commune du nord-est de la Charente, située à 5 km au nord-est de La Rochefoucauld et 25 km au nord-est d'Angoulême, sur la route d'Angoulême à Limoges.
La commune fait partie du canton de La Rochefoucauld, et elle est formée de deux villages, Taponnat et Fleurignac, situé au sud-est, qui ont fusionné en 1845.
Le bourg de Taponnat, où est située la mairie, est aussi à 6 km au sud-ouest de Chasseneuil, et à 11 km à l'ouest de Montembœuf, et 33 km au sud-ouest de Confolens.
La route nationale 141 d'Angoulême à Limoges, maillon de la route Centre-Europe Atlantique, traverse la commune du sud-ouest au nord-est, elle est déviée du bourg de Taponnat par une voie express depuis 2005.
La commune est aussi traversée par la D 11, de Chasseneuil au Pont d'Agris (direction Jauldes et Rouillac, ou Angoulême par la D 12) qui passe au nord de la commune, et la D 60 de La Rochefoucauld à Vitrac qui passe à Fleurignac. La D 392, D 393 et D 36 desservent aussi le bourg de Taponnat.
La voie ferrée Angoulême-Limoges traverse aussi la commune, sur laquelle elle possède une petite gare mais qui n'offre plus d'arrêt. La gare la plus proche est celle de La Rochefoucauld ou celle de Chasseneuil, desservie par des TER à destination d'Angoulême et de Limoges.

### Hameaux et lieux-dits
Fleurignac est situé 2 km à l'est de Taponnat, sur la D 60 qui relie La Rochefoucauld à Vitrac-Saint-Vincent puis Suaux et Saint-Claud.
La Croix d'Aignan et Chez Tarnaud, à l'extrême sud de la commune, forment un faubourg de La Rochefoucauld. Le circuit de karting de La Rochefoucauld se trouve aussi dans cette partie de la commune.
La Marvaillère est un hameau important au sud-ouest de Taponnat, à l'ouest de la route nationale 141.
La Chassagne est un hameau qui touche presque le bourg de Taponnat, au nord-est. Il n'en est séparé que par la Bellonne et le stade.
Au nord de la commune, près de la D 45, route de Chasseneuil à Coulgens et ancienne voie romaine d'Agrippa de Saintes à Lyon et de la D 11, le hameau des Frauds est important aussi.
D'autres nombreux petits hameaux et fermes parsèment la commune.

### Communes limitrophes
| Les Pins                      | Chasseneuil-sur-Bonnieure |                     |
| Rivières                      | Taponnat-Fleurignac       | Saint-Adjutory      |
| La Rochefoucauld-en-Angoumois | Marillac-le-Franc         | Yvrac-et-Malleyrand |

### Géologie et relief
La commune est sur le karst de La Rochefoucauld, le terrain est calcaire jurassique, avec des dépôts tertiaires en provenance du Massif central tout proche (altérites et argile rouge à silex),,.
La commune a donc quelques gouffres ou trous, dans lesquels disparaissent des ruisseaux descendant du massif de l'Arbre, premier mont du Massif central, qui marque le début de la Charente limousine.
Le calcaire et la voie ferrée ont favorisé l'implantation de fours à chaux, usine aujourd'hui abandonnée.
Le relief de la commune est celui d'un plateau légèrement incliné vers l'ouest, d'une altitude moyenne de 120 m. Le point culminant de la commune est à une altitude de 158 m, situé sur la limite orientale au sud-est de Chez Patarin. Le point le plus bas est à 85 m, sur la limite ouest (vallée de la Bellonne). Le bourg de Taponnat est à 110 m d'altitude et celui de Fleurignac à 130 m.

### Hydrographie

#### Réseau hydrographique

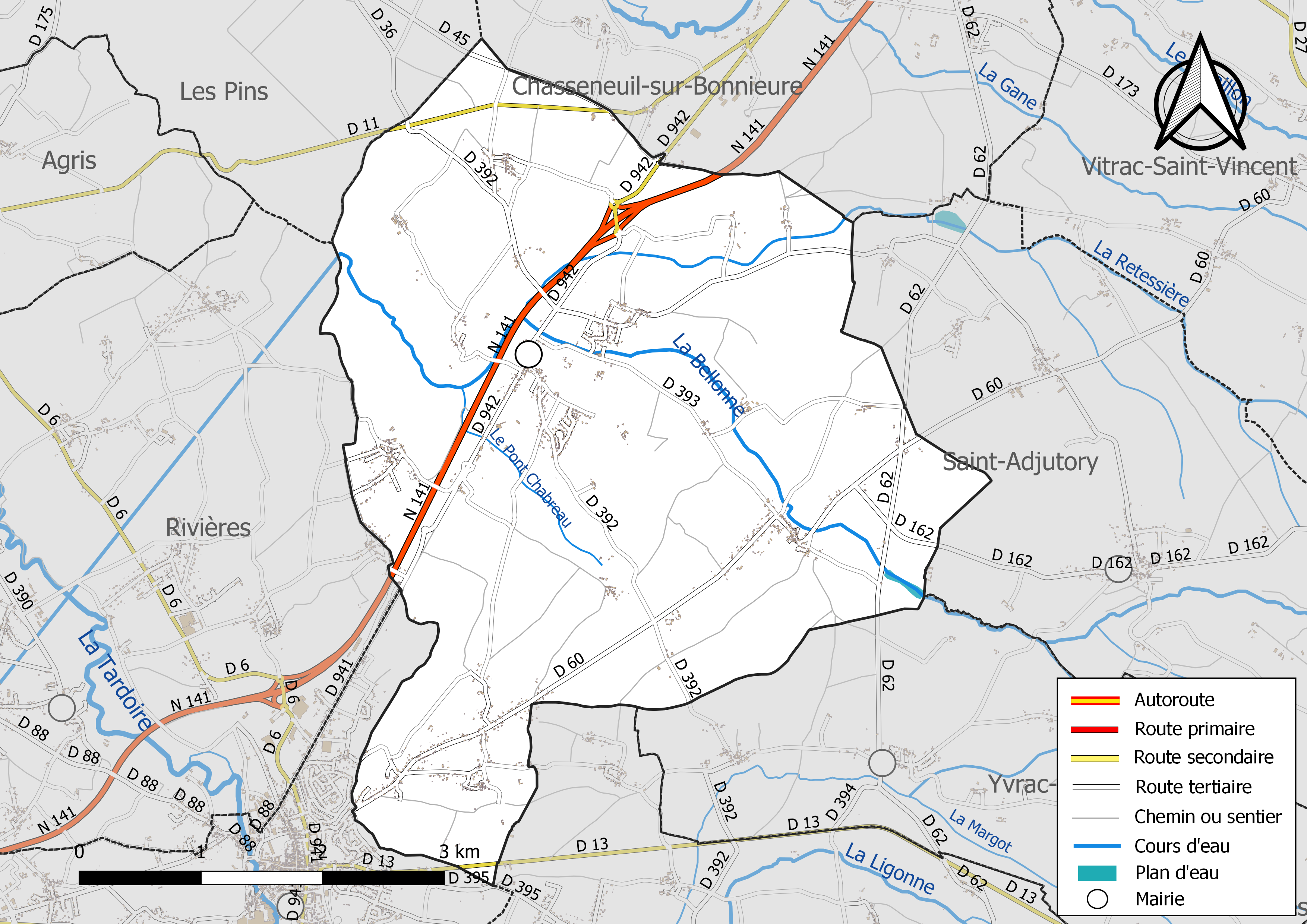
Réseaux hydrographique et routier de Taponnat-Fleurignac.

La commune est située dans le bassin versant de la Charente au sein du Bassin Adour-Garonne. Elle est drainée par la Bellonne, la Retéssière et le Pont Chabreau, qui constituent un réseau hydrographique de 12 km de longueur totale,.
La Bellonne est un ruisseau qui descend du massif de l'Arbre. Elle passe à Fleurignac puis disparaît dans des pertes entre Cloulas et la forêt de Quatre Vaux. On ne la voit à Taponnat que lors de fortes pluies. Elle n'atteint en tout cas jamais la Tardoire, bien que sa vallée soit clairement dessinée et profonde jusqu'à La Rochette.

#### Gestion des eaux
Le territoire communal est couvert par le schéma d'aménagement et de gestion des eaux (SAGE) « Charente ». Ce document de planification, dont le territoire correspond au bassin de la Charente, d'une superficie de 9 300 km2, a été approuvé le 19 novembre 2019. La structure porteuse de l'élaboration et de la mise en œuvre est l'établissement public territorial de bassin Charente. Il définit sur son territoire les objectifs généraux d’utilisation, de mise en valeur et de protection quantitative et qualitative des ressources en eau superficielle et souterraine, en respect des objectifs de qualité définis dans le troisième SDAGE  du Bassin Adour-Garonne qui couvre la période 2022-2027, approuvé le 10 mars 2022.

### Climat
Comme dans les trois quarts sud et ouest du département, le climat est océanique aquitain, légèrement dégradé car la commune se situe aux abords de la Charente limousine.

## Urbanisme

### Typologie
Au 1er janvier 2024, Taponnat-Fleurignac est catégorisée commune rurale à habitat dispersé, selon la nouvelle grille communale de densité à 7 niveaux définie par l'Insee en 2022.
Elle est située hors unité urbaine et hors attraction des villes,.

### Occupation des sols
L'occupation des sols de la commune, telle qu'elle ressort de la base de données européenne d’occupation biophysique des sols Corine Land Cover (CLC), est marquée par l'importance des territoires agricoles (69,5 % en 2018), en diminution par rapport à 1990 (74,6 %). La répartition détaillée en 2018 est la suivante : 
terres arables (40,8 %), zones agricoles hétérogènes (27,1 %), forêts (21,4 %), zones urbanisées (5,6 %), zones industrielles ou commerciales et réseaux de communication (3,5 %), prairies (1,6 %). L'évolution de l’occupation des sols de la commune et de ses infrastructures peut être observée sur les différentes représentations cartographiques du territoire : la carte de Cassini (XVIIIe siècle), la carte d'état-major (1820-1866) et les cartes ou photos aériennes de l'IGN pour la période actuelle (1950 à aujourd'hui).

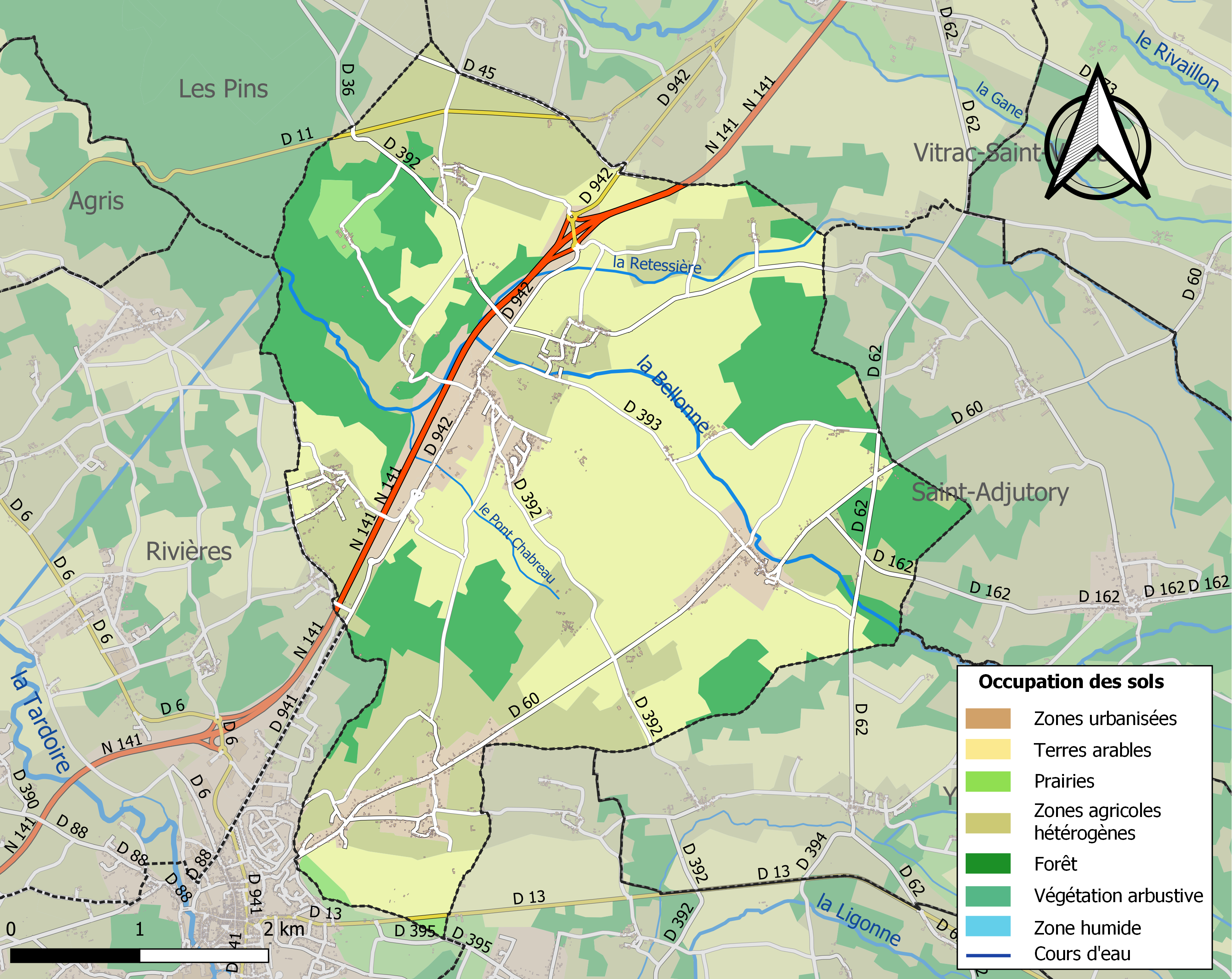
Carte des infrastructures et de l'occupation des sols de la commune en 2018 (CLC).

### Risques majeurs
Le territoire de la commune de Taponnat-Fleurignac est vulnérable à différents aléas naturels : météorologiques (tempête, orage, neige, grand froid, canicule ou sécheresse), inondations, mouvements de terrains et séisme (sismicité faible). Il est également exposé à un risque technologique,  le transport de matières dangereuses. Un site publié par le BRGM permet d'évaluer simplement et rapidement les risques d'un bien localisé soit par son adresse soit par le numéro de sa parcelle.

#### Risques naturels
Certaines parties du territoire communal sont susceptibles d’être affectées par le risque d’inondation par ruissellement et coulée de boue, notamment la Bellonne. La commune a été reconnue en état de catastrophe naturelle au titre des dommages causés par les inondations et coulées de boue survenues en 1982, 1983, 1993 et 1999,.

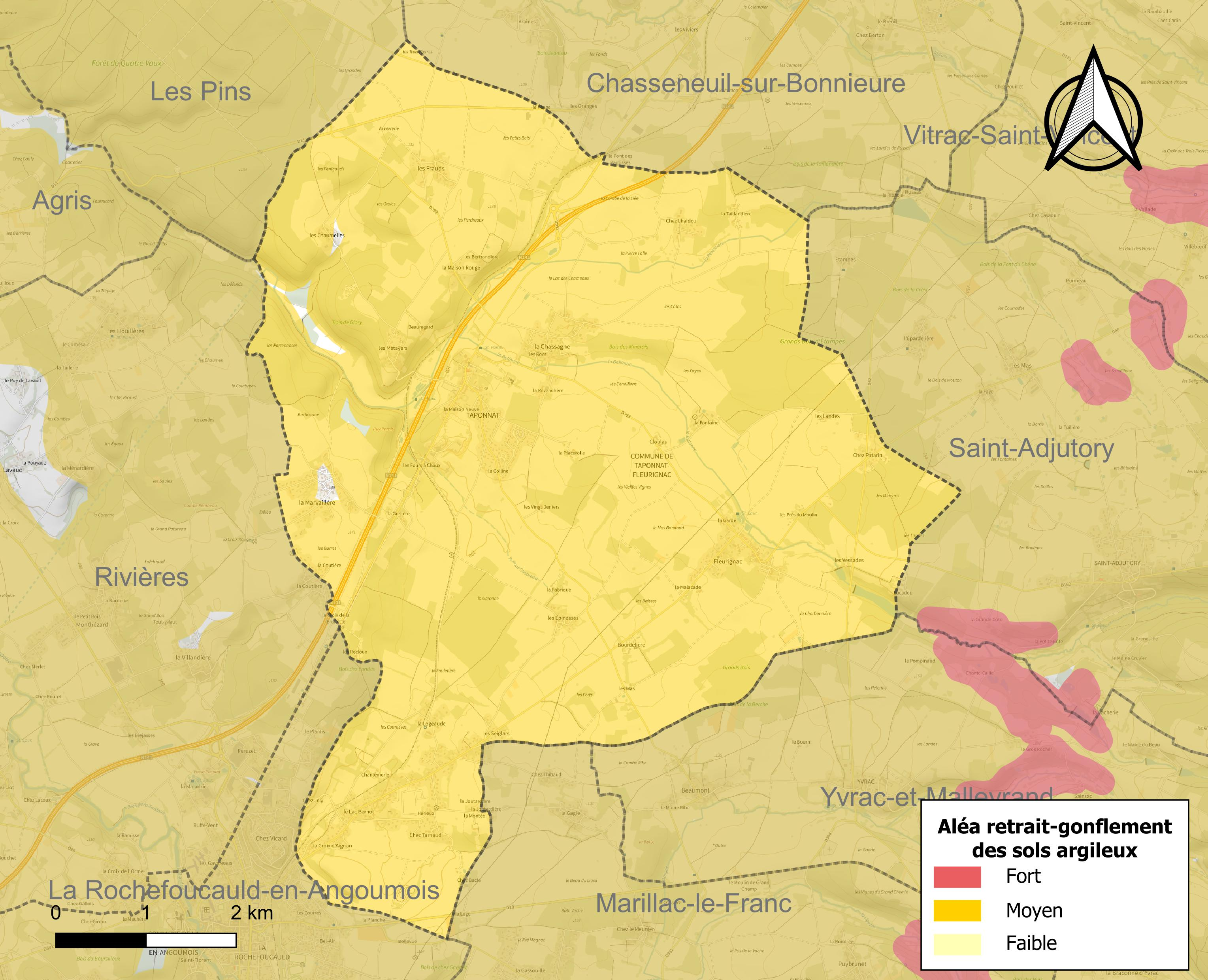
Carte des zones d'aléa retrait-gonflement des sols argileux de Taponnat-Fleurignac.

Les mouvements de terrains susceptibles de se produire sur la commune sont des affaissements et effondrements liés aux cavités souterraines (hors mines) et des éboulements, chutes de pierres et de blocs. Par ailleurs, afin de mieux appréhender le risque d’affaissement de terrain, l'inventaire national des cavités souterraines permet de localiser celles situées sur la commune.
Le retrait-gonflement des sols argileux est susceptible d'engendrer des dommages importants aux bâtiments en cas d’alternance de périodes de sécheresse et de pluie. 99,4 % de la superficie communale est en aléa moyen ou fort (67,4 % au niveau départemental et 48,5 % au niveau national). Sur les 703 bâtiments dénombrés sur la commune en 2019,  676 sont en aléa moyen ou fort, soit 96 %, à comparer aux 81 % au niveau départemental et 54 % au niveau national. Une cartographie de l'exposition du territoire national au retrait gonflement des sols argileux est disponible sur le site du BRGM,.
Par ailleurs, afin de mieux appréhender le risque d’affaissement de terrain, l'inventaire national des cavités souterraines permet de localiser celles situées sur la commune.
Concernant les mouvements de terrains, la commune a été reconnue en état de catastrophe naturelle au titre des dommages causés par la sécheresse en 1989 et 2003 et par des mouvements de terrain en 1999.

#### Risques technologiques
Le risque de transport de matières dangereuses sur la commune est lié à sa traversée par une ou des infrastructures routières ou ferroviaires importantes ou la présence d'une canalisation de transport d'hydrocarbures. Un accident se produisant sur de telles infrastructures est susceptible d’avoir des effets graves sur les biens, les personnes ou l'environnement, selon la nature du matériau transporté. Des dispositions d’urbanisme peuvent être préconisées en conséquence.

## Toponymie
Les formes anciennes sont Taponaco, Taponac, et Florinhaco, vers 1300,.
Selon Talbert, *Tapponacum signifierait « le domaine des creux », le mot viendrait du bas latin tapponare, creuser, dû sans doute aux fosses créées naturellement par la nature karstique du sol communal. Dauzat rejoint à peu près la même explication; l'origine du nom de Taponnat remonterait à un nom de personne issu du germanique tappon-, « bouchon », auquel est apposé le suffixe -acum.
L'origine du nom de Fleurignac remonterait à un nom de personne gallo-romain Florinius, dérivé de Florus, auquel est apposé le suffixe -acum, ce qui correspondrait à Floriniacum, « domaine de Florinius »,.

### Dialecte
La commune est dans la partie occitane de la Charente qui en occupe le tiers oriental, et le dialecte est limousin. 
Elle se nomme Taponac Florinhac en occitan, Taponac e Florinhac selon les règles d’écriture.

## Histoire
La bordure nord-est de la commune est l'ancienne voie romaine de Saintes à Lyon par Limoges, la voie d'Agrippa.
L'ancien logis de Taponnat fut acquis au XVIIe siècle par un riche bourgeois de La Rochefoucauld, Mathieu Regnault. Ce dernier, qui avait épousé une demoiselle noble, Catherine de Saunière, reçut le nom de son logis et pris des lettres de noblesse, en vertu de l'édit de mars 1696.
À cette époque vivait à Saint-Claud un noble espagnol, don José Justo Ramon Guttierez de Ocaña Cordova, qui, fait prisonnier à la bataille d'Hendaye, avait été dirigé sur Saint-Claud et obtenu l'autorisation d'y exercer la médecine. Son frère, don Florencio Antonio Guttierez de Ocaña Cordova, vint le retrouver, s'y fixa, et épousa Marie-Thérèse Regnault de Taponnat à Chasseneuil, le 30 floréal an VII (avril 1799). Le logis a longtemps appartenu aux Cordova avant d'être mis en vente vers les années 1900, faute d'héritiers.
En 1845, les deux communes de Taponnat et de Fleurignac ont été réunies en une seule.
Vers 1860, une tentative d'extraction de minerai de fer a été faite près de la Chassagne, les Chaumelles et Chez Patarin.
Au début du XXe siècle, l'industrie principale consistait en la fabrication de chaux, dont on peut encore voir les vestiges des fourneaux près de la gare de Taponnat au bord de l'ancienne route nationale. La chaux servait principalement à l'amendement des terres granitiques du Confolentais. Ces fours, de la société Bertrand et Cie, étaient reliés à la voie ferrée par un embranchement particulier.

## Administration
| Période                                  | Période  | Identité         | Étiquette | Qualité    |
| ---------------------------------------- | -------- | ---------------- | --------- | ---------- |
| Les données manquantes sont à compléter. |          |                  |           |            |
| depuis 2001                              | En cours | Serge Jacob-Juin | SE        | Agent SNCF |

## Démographie

### Évolution démographique
L'évolution du nombre d'habitants est connue à travers les recensements de la population effectués dans la commune depuis 1793. Pour les communes de moins de 10 000 habitants, une enquête de recensement portant sur toute la population est réalisée tous les cinq ans, les populations de référence des années intermédiaires étant quant à elles estimées par interpolation ou extrapolation. Pour la commune, le premier recensement exhaustif entrant dans le cadre du nouveau dispositif a été réalisé en 2008.

En 2022, la commune comptait 1 530 habitants, en évolution de +0,46 % par rapport à 2016 (Charente : −0,48 %, France hors Mayotte : +2,11 %).
| 1793 | 1800 | 1806 | 1821 | 1831 | 1841 | 1846  | 1851 | 1856 |
| ---- | ---- | ---- | ---- | ---- | ---- | ----- | ---- | ---- |
| 530  | 551  | 556  | 561  | 702  | 899  | 1 013 | 922  | 932  |

| 1861 | 1866 | 1872 | 1876 | 1881 | 1886 | 1891 | 1896 | 1901 |
| ---- | ---- | ---- | ---- | ---- | ---- | ---- | ---- | ---- |
| 905  | 914  | 840  | 891  | 893  | 948  | 890  | 822  | 835  |

| 1906 | 1911 | 1921 | 1926 | 1931 | 1936 | 1946 | 1954 | 1962 |
| ---- | ---- | ---- | ---- | ---- | ---- | ---- | ---- | ---- |
| 871  | 864  | 794  | 788  | 858  | 810  | 774  | 776  | 883  |

| 1968 | 1975  | 1982  | 1990  | 1999  | 2006  | 2008  | 2013  | 2018  |
| ---- | ----- | ----- | ----- | ----- | ----- | ----- | ----- | ----- |
| 890  | 1 048 | 1 055 | 1 175 | 1 190 | 1 396 | 1 458 | 1 562 | 1 486 |

| 2022  | - | - | - | - | - | - | - | - |
| ----- | - | - | - | - | - | - | - | - |
| 1 530 | - | - | - | - | - | - | - | - |

### Pyramide des âges
En 2018, le taux de personnes d'un âge inférieur à 30 ans s'élève à 30 %, soit en dessous de la moyenne départementale (30,2 %). À l'inverse, le taux de personnes d'âge supérieur à 60 ans est de 32,3 % la même année, alors qu'il est de 32,3 % au niveau départemental.
En 2018, la commune comptait 756 hommes pour 730 femmes, soit un taux de 50,87 % d'hommes, largement supérieur au taux départemental (48,41 %).
Les pyramides des âges de la commune et du département s'établissent comme suit.
| Hommes | Classe d’âge | Femmes |
| ------ | ------------ | ------ |
| 0,5    | 90 ou +      | 2,2    |
| 8,1    | 75-89 ans    | 10,3   |
| 22,0   | 60-74 ans    | 21,6   |
| 20,5   | 45-59 ans    | 19,2   |
| 17,5   | 30-44 ans    | 18,2   |
| 14,4   | 15-29 ans    | 12,6   |
| 17,1   | 0-14 ans     | 15,9   |

| Hommes | Classe d’âge | Femmes |
| ------ | ------------ | ------ |
| 1      | 90 ou +      | 2,7    |
| 9,2    | 75-89 ans    | 12     |
| 20,6   | 60-74 ans    | 21,3   |
| 20,7   | 45-59 ans    | 20,3   |
| 16,8   | 30-44 ans    | 16     |
| 15,6   | 15-29 ans    | 13,4   |
| 16,1   | 0-14 ans     | 14,3   |

### Remarques
Taponnat a absorbé Fleurignac en 1845.

## Lieux et monuments
- L'église paroissiale Saint-Martial, située à Taponnat, était un ancien prieuré. Elle possède un bénitier en pierre du XVIe siècle qui présente au fond de sa vasque le monogramme IHS dont le H est surmonté d'une croix, suivi d'un cœur percé de trois clous, objet classé monument historique depuis 1941[37].
- Le château de Taponnat est un logis, qui est daté 1679 sur l'œil-de-bœuf de la porte d'entrée. Les bâtiments autour d'une cour sont cantonnés par deux pavillons dont l'un a conservé une échauguette carrée[38].
- La chapelle de Fleurignac était l'église paroissiale de ce village.
- Pigeonnier de seigneur haut-justicier à Fleurignac.

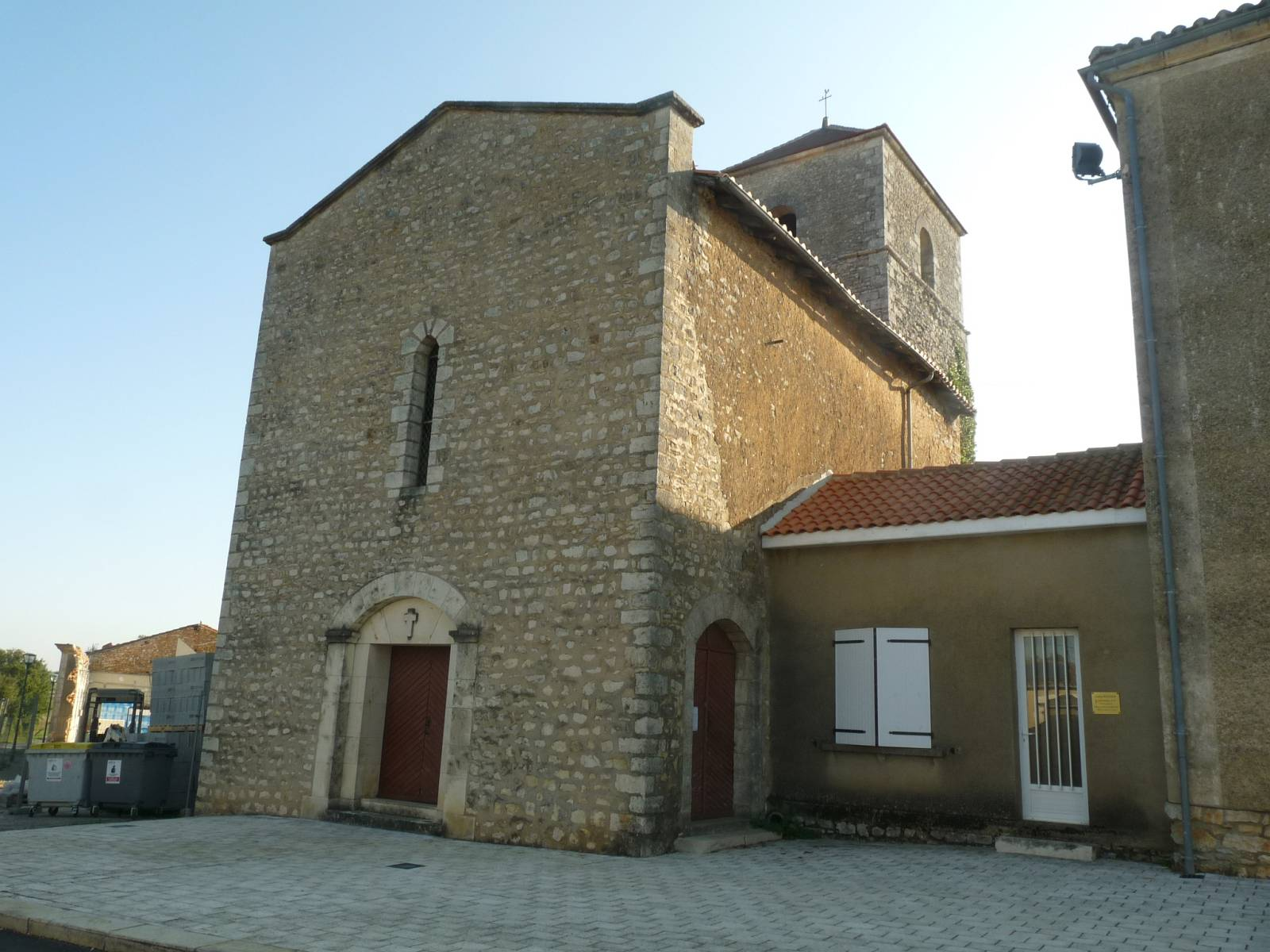
L'église de Taponnat.
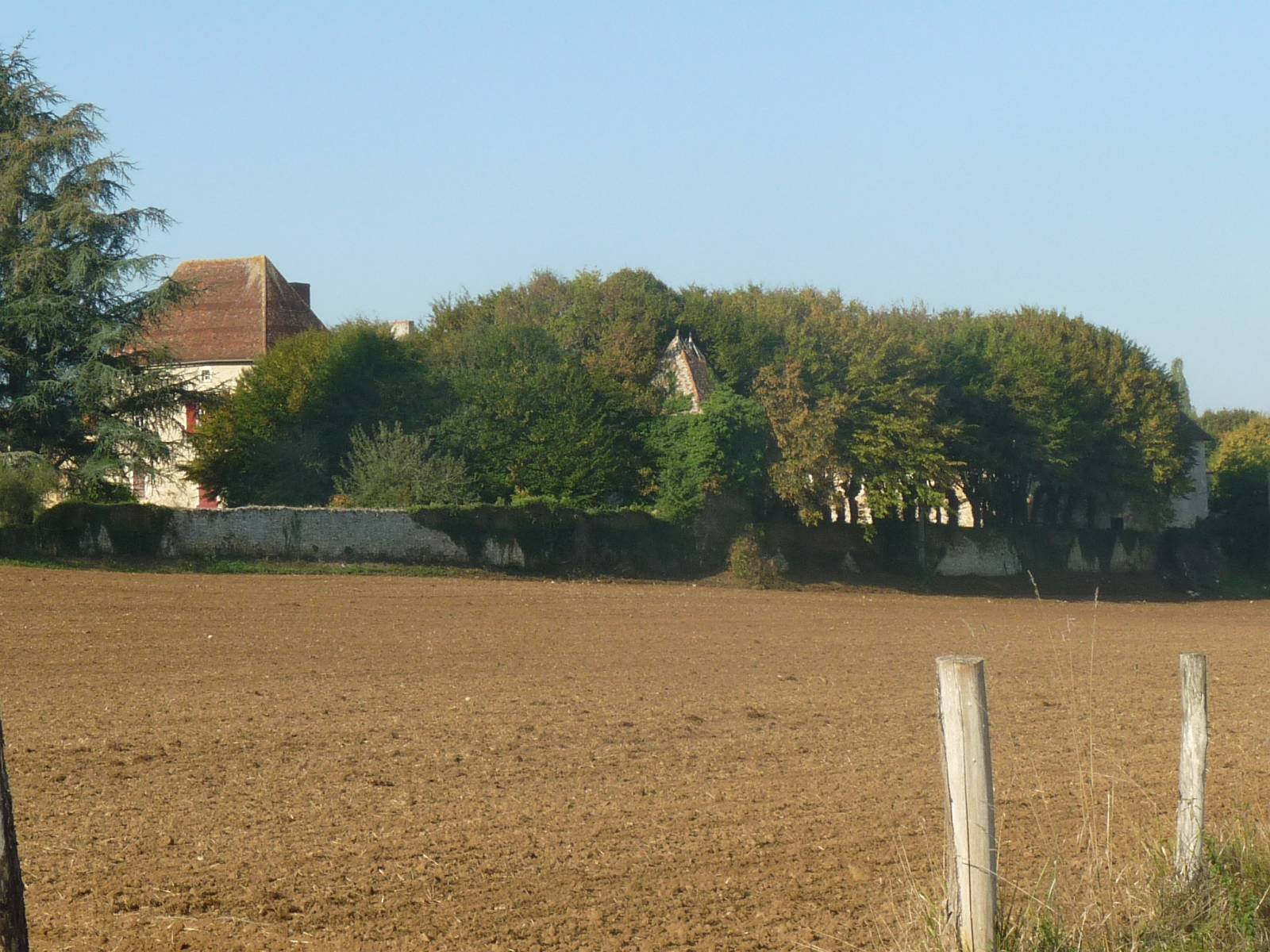
Le château, vu de la Bellonne.
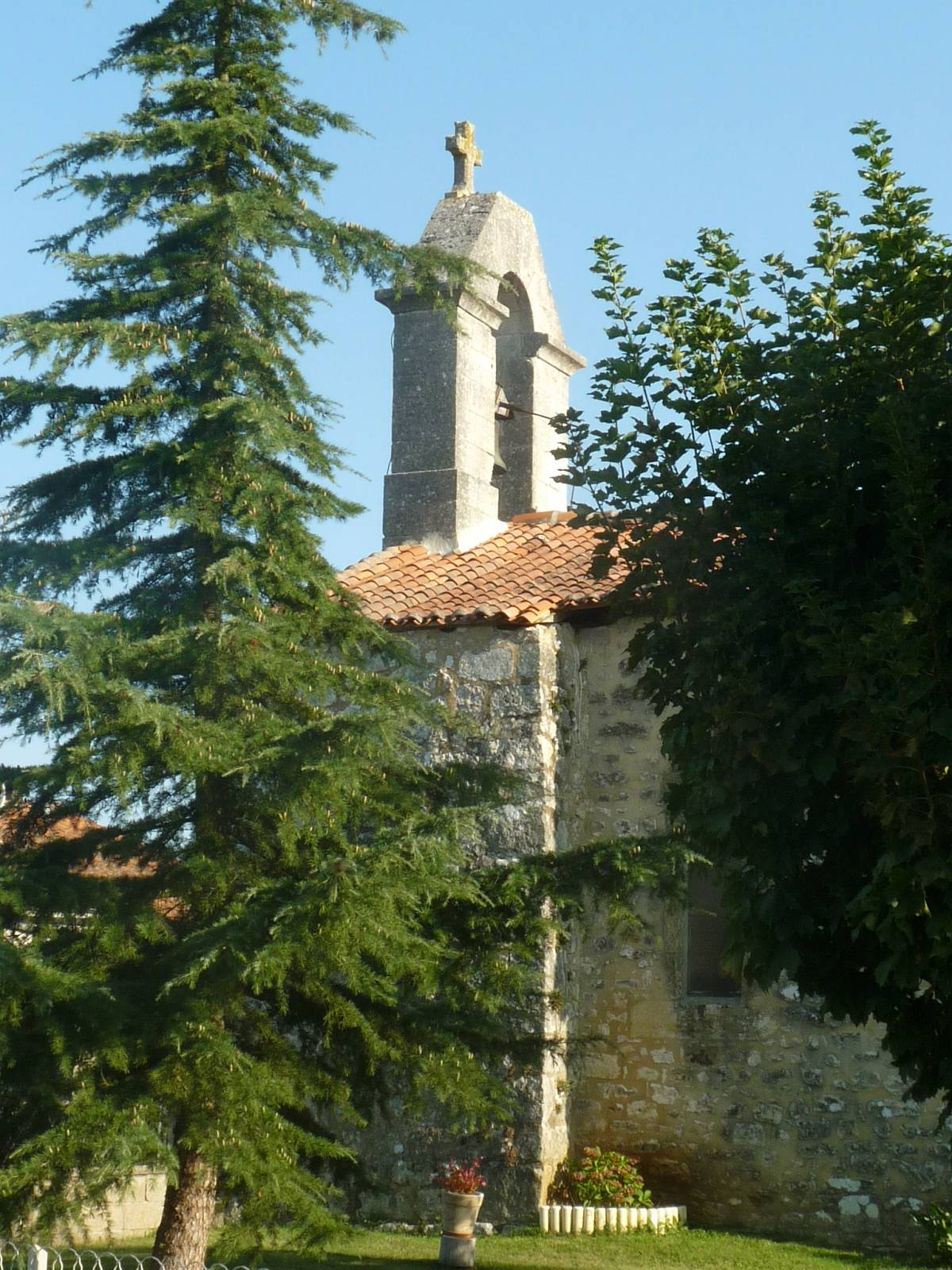
La chapelle de Fleurignac.
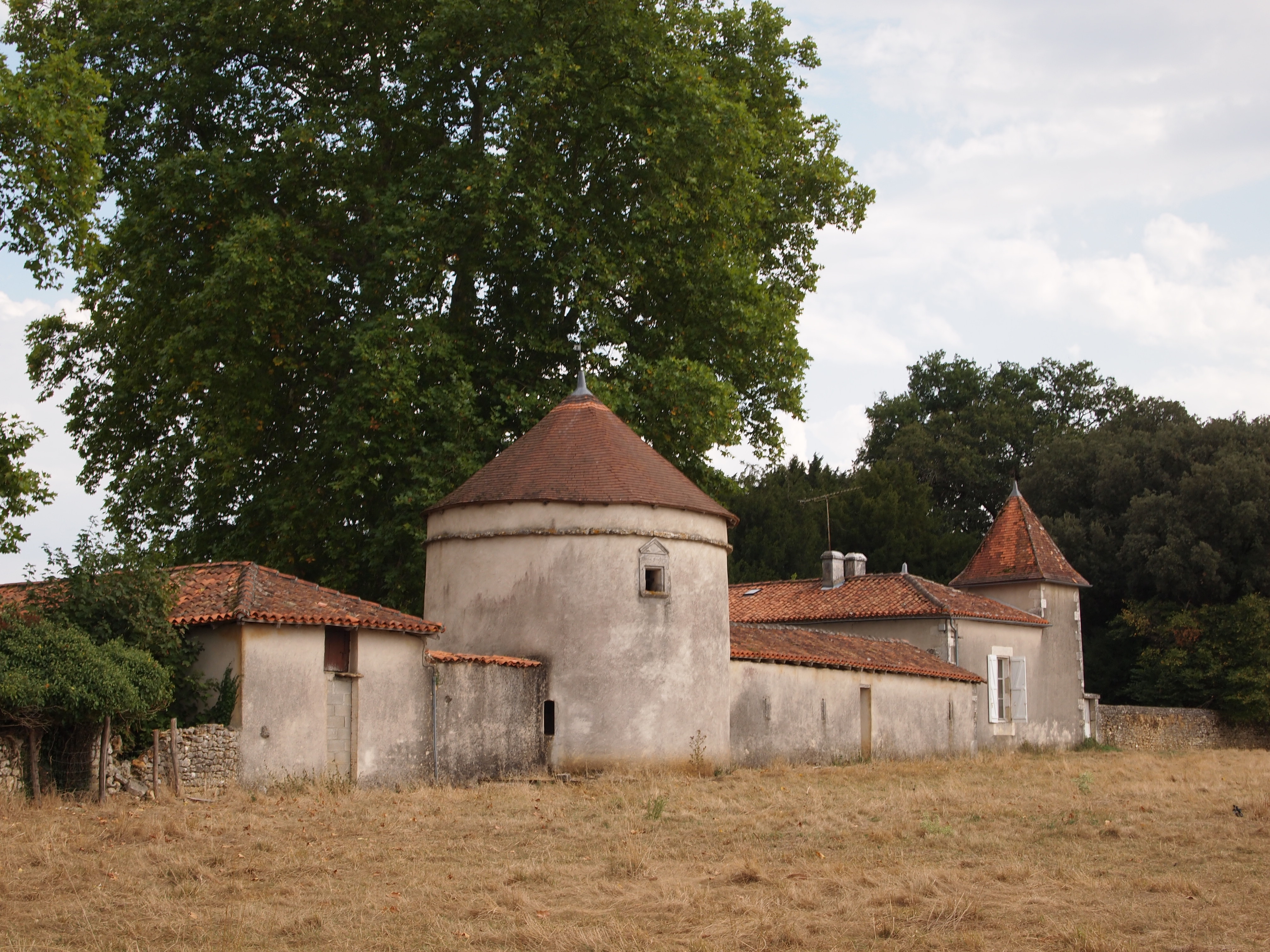
Pigeonnier à Fleurignac.